# Mitch Daniels
Mitchell Elias ”Mitch” Daniels, Jr., född 7 april 1949 i Monongahela, Pennsylvania, är en amerikansk republikansk politiker. Han är rektor vid Purdue University sedan 2013.
Han är presbyterian av syrisk härkomst. Han avlade grundexamen vid Princeton University 1971 och juristexamen vid Georgetown University Law Center 1979. Han arbetade i åtta år som stabschef åt senator Richard Lugar.
Från 2001 till 2003 var han federal förvaltnings- och budgetdirektör underställd president George W. Bush. I 2004 års guvernörsval besegrade han den sittande guvernören Joe Kernan. Daniels var guvernör i Indiana från 2005 till 2013.